# Marie-Antoinette et ses enfants
Marie-Antoinette et ses enfants, également connue sous le nom de Marie-Antoinette de Lorraine-Habsbourg, reine de France, et ses enfants est une peinture à l'huile de l'artiste française Élisabeth Vigée Le Brun, peinte en 1787, et exposée au Château de Versailles. Ses dimensions sont de 275 × 216 cm.

## Histoire

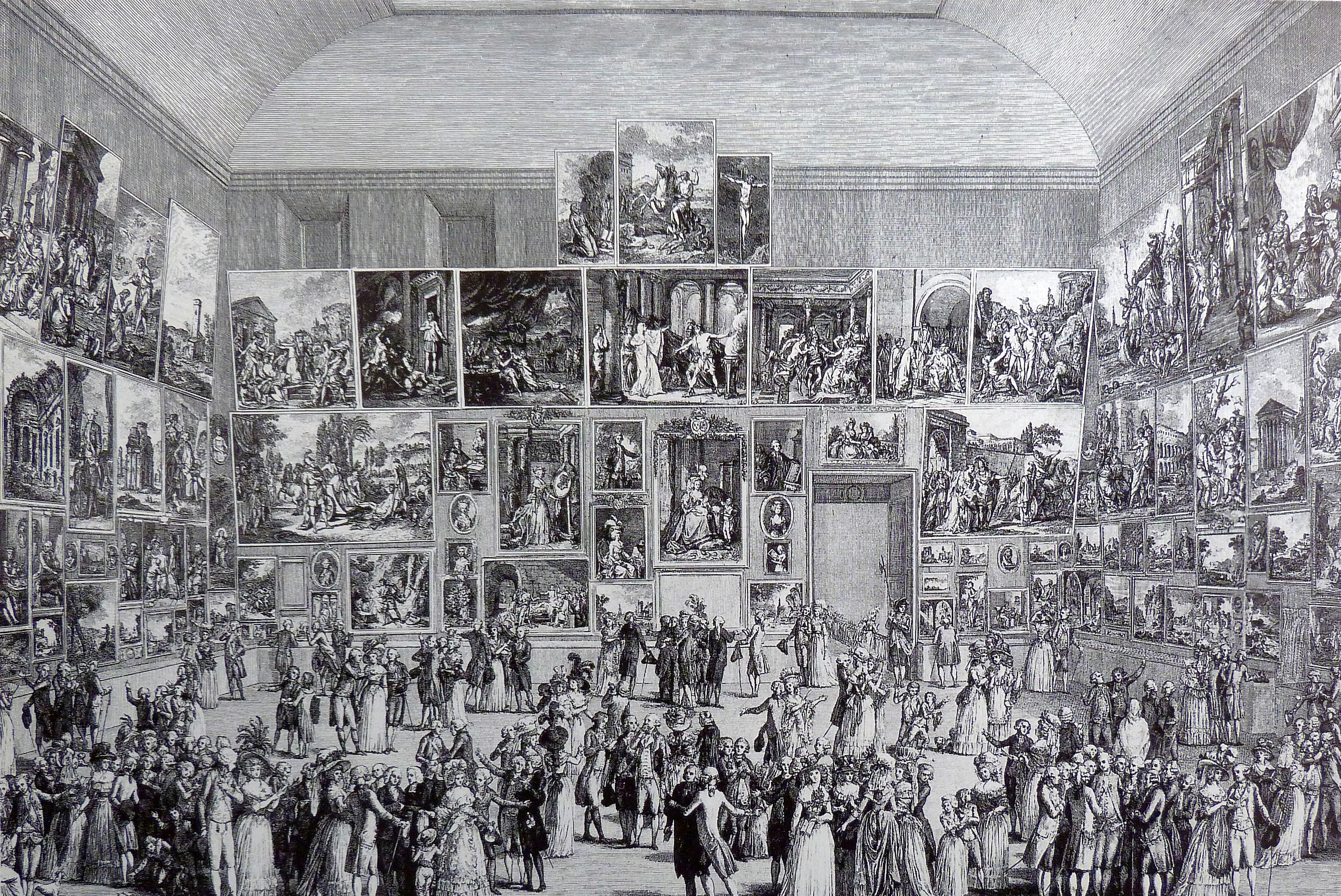
Exposition au Salon de 1787 par Pietro Antonio Martini.

En juillet 1785, la réputation de Marie-Antoinette est ternie par l'affaire du collier de diamants. Malgré son manque d'implication personnelle dans l'affaire, l'opinion publique se retourne contre elle,. Dans un effort pour améliorer la perception publique de la reine, cette année-là, Élisabeth Vigée Le Brun a été chargée par Louis XVI, de peindre un portrait officiel représentant Marie-Antoinette visant à la rendre sympathique. L'accent devait être mis sur Marie-Antoinette en tant que reine et, plus important encore, en tant que mère ; ainsi, le tableau la montre entourée de ses enfants et portant de petits bijoux,. Pour engager davantage la sympathie du public, Vigée Le Brun a laissé un berceau vide à la place du plus jeune enfant de la reine, Sophie-Béatrice, décédée peu de temps avant l'achèvement du tableau,.
La première exposition publique du tableau devait avoir lieu au Salon d'août 1787. Cependant, en raison de l'impopularité de Marie-Antoinette à l'époque et des craintes que le tableau ne soit endommagé, Vigée Le Brun refuse de l'envoyer. Néanmoins, l'administration royale a insisté pour qu'elle le fasse et le tableau a tout de même été exposé, la réaction du public étant mitigée.
Après le Salon, jusqu'en juin 1789, il est exposé dans le salon de Mars du château de Versailles. Pendant la Révolution française, il reste conservé dans les collections nationales ; depuis le règne de Louis-Philippe, la toile est confiée au musée de Versailles.

## Description

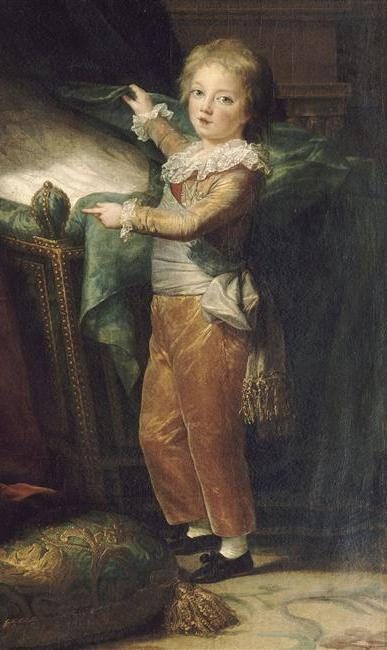
Louis Joseph, Dauphin de France.

Le tableau montre Marie-Antoinette vêtue d'une robe de velours rouge doublée de zibeline. Son fils cadet, le futur Louis XVII, est assis sur ses genoux et sa fille, Marie-Thérèse, est appuyée sur son bras. Son fils aîné, Louis-Joseph, alors dauphin, est près du berceau vide, destiné à sa fille cadette, Sophie-Béatrice, décédée avant l'achèvement du tableau.
La peinture est lourde de symbolisme. Sa composition générale s'inspire des représentations de la Sainte Famille de la Renaissance, comme l'a conseillé Jacques-Louis David, un peintre contemporain célèbre,. Il y a des références supplémentaires plus personnelles à Marie-Antoinette, comme la Galerie des Glaces de Versailles derrière elle, ou la robe qu'elle porte, qui rappelle celle que Marie Leszczynska portait dans un portrait. Il y a aussi une armoire à bijoux sur la droite, qui évoque l'histoire de Cornelia Africana, une romaine qui disait que ses enfants étaient ses bijoux. Cette dernière référence sert à souligner l'image de Marie-Antoinette en tant que mère, plaçant ses propres enfants au-dessus des préoccupations matérielles comme les bijoux, notamment à la suite du scandale du collier de diamants,.

## Postérité
Le tableau est l'une des œuvres les plus emblématiques de la collection de Versailles et est considéré comme un important trésor national ; il est célèbre en France car il est souvent reproduit dans les manuels d'histoire.
Trois versions de tapisseries des Gobelins ont été produites en 1814, 1822 et 1897. La première a été donnée à l'impératrice Élisabeth d'Autriche en 1868 et la troisième à l'impératrice Alexandra Feodorovna de Russie. La deuxième tapisserie est au Palais de l'Élysée depuis 1877.